# Biserți, Razgrad
Biserți (în bulgară Бисерци) este un sat în comuna Kubrat, regiunea Razgrad,  Bulgaria. 

## Demografie
Componența etnică a satului Biserți
     Bulgari (3,98%)
     Turci (94,02%)
     Nicio identificare (1,99%)
     Altele (0,6%)
La recensământul din 2011, populația satului Biserți era de 1.155 locuitori. Din punct de vedere etnic, majoritatea locuitorilor (94,02%) erau turci, cu o minoritate de bulgari (3,98%). Pentru 1,99% din locuitori nu este cunoscută apartenența etnică.